# Caserío Enderika Haundi
El caserío Enderika Haundi es un caserío vasco que se sitúa en el barrio de Enderika, en el municipio de Cortézubi (Vizcaya, España). Se caracteriza por sus pequeñas dimensiones y su adaptación al terreno. Fue declarado el 17 de junio de 2003 como Bien de Interés Cultural del País Vasco.

## Descripción
Es un caserío con cubierta a dos aguas que consta de planta baja, primera y bajocubierta. Presenta una composición simétrica con una planta aproximadamente cuadrada y un característico alero en vuelo con jabalcones en la fachada principal. El caserío es de mampostería con empleo de pequeños sillares en los ángulos y una entramado estructural de madera con plementería de argamasa y mampuesto en la planta primera y bajo cubierta de la fachada principal.
La fachada principal se orienta al este y se divide en tres tramos. El tramo central es de mayor anchura y queda enmarcado por dos postes enterizos de madera, sobre poyos, que alcanzan la altura de la cubierta. Tiene un característico soportal de entrada que ocupa toda la planta baja de este tramo, formado por una viga de madera con un poste central. La planta primera queda condicionada por dos vigas riostras inclinadas hacia el eje de la fachada que se unen a los postes enterizos. Estas uniones realizan en forma de alas de golondrina con pasadores de madera. En el centro de la fachada hay un pequeño balcón con dos puertas de acceso. Los dos tramos laterales constan de un muro de mampostería en la base sobre el que se apoya un entramado de madera. El lateral izquierdo tiene un cobertizo a un agua, siendo un elemento degradante que rompe la simetría de la fachada y oculta los montantes de madera del entramado y las uniones de las piezas de madera. El tramo derecho tiene una ventana no original en la planta baja. Ambos tramos laterales cuentan con una ventana casi cuadrada en la planta primera y se revocan en color blanco. La bajocubierta presenta en el tramo central dos vanos y un revoco color rojo. 
La fachada lateral sur es un muro de mampostería con un aparejo de formas cúbicas en planta baja y revoco en planta primera. Consta de dos ventanas diferentes y una puerta en la planta baja y tres ventanas de pequeñas dimensiones en la planta primera. La fachada norte es similar salvo que todo el muro esta sin revocar y los únicos vanos son dos pequeñas puertas en la planta baja. Los muros laterales presentan una prolongación posterior a partir de sus antiguos esquinales con un cuerpo anexo en el mismo plano de fachada. El anexo se distingue por un cambio en la cubierta a modo de cola de milano y por el muro. La fachada trasera es totalmente ciega y está construida mayoritariamente con ladrillo. El anexo de la fachada principal, así como la prolongación trasera del caserío no se consideran parte del monumento.